# Aelurillus concolor
Aelurillus concolor es una especie de araña araneomorfa del género Aelurillus, tribu Aelurillini, familia Salticidae. La especie fue descrita científicamente por Kulczyński en 1901.
La longitud del prosoma del macho mide 2,8-2,9 milímetros y el de la hembra 3,1-3,4 milímetros. La especie se distribuye por Grecia, Macedonia del Norte, Turquía, Cáucaso, Kazajistán, Irán y parte de Asia Central.